# Wzgórze Lecha (Gniezno)
Wzgórze Lecha, Góra Królewska, Gnieźnieńska Góra, Góra na Gnieźnie, Góra Lecha – wzniesienie (wysokość ok. 120–123 m n.p.m.) będące najstarszą częścią Gniezna.
Prowadzone na Wzgórzu Lecha w okresie międzywojennym oraz od 1948 prace wykopaliskowe odkryły pozostałości zespołu grodowego, którego budowę rozpoczęto w latach 940–941, obok pochodzącej z VIII wieku osady na Wzgórzu Panieńskim. Od końca VIII do połowy X wieku na Górze Lecha wznosił się otoczony fosą o szerokości 12 metrów kamienny kurhan o średnicy 10–12 metrów.
Według źródeł na Wzgórzu Lecha znajdowała się w okresie przedchrześcijańskim świątynia (według Długosza będąca miejscem kultu boga Nyja), której zniszczenie datuje się (na podstawie badań dendrologicznych przeprowadzonych m.in. przez prof. Kurnatowską) również na lata czterdzieste X wieku. Na terenie tzw. pierwszego podgrodzia wzniesiono w końcu X w. kościół, podniesiony w 1000 do rangi archikatedry.